# Kylie Liya Page
Pour les articles homonymes, voir Page.
Kylie Liya Page, née le 27 janvier 1998, est une actrice sino-américaine.

## Carrière
En 2022, elle joue dans la série télévisée The Girl from Plainville diffusée sur Hulu, relatant l'histoire vraie de Michelle Carter, condamnée pour l’homicide involontaire de son petit ami,. La même année, elle est annoncée au casting de Darby Harper Wants You to Know.

## Filmographie

### Cinéma
- 2008 : The Naked Brothers Band : une petite fille
- 2009 : Ninja Assassin : Kiriko jeune
- 2010 : Sexy Dance 3 : The Battle : la fille "Ice cream"
- À venir : Darby Harper Wants You to Know : Taylor

### Télévision
- 2005 : 1, rue Sésame : Carlotta
- 2005 : Haine et passion : une invitée de la fête
- 2012 : Gossip Girl : une élève de Constance
- 2019 : Des amis d'université : une ado
- 2020 : Social Distance : Mia Huang
- 2021 : The Girl in the Woods : Sara (6 épisodes)
- 2022 : The Girl from Plainville : Cassie Wilkins (8 épisodes)